# Poslední den stvoření
Poslední den stvoření (originální německý název Der letzte Tag der Schöpfung) je sci-fi kniha německého spisovatele Wolfganga Jeschkeho vydaná poprvé v roce 1981. V roce 1982 byla vydána v angličtině v USA a Velké Británii. V témže roce byla autorovi za tuto knihu udělena Kurd-Laßwitz-Preis. Česky kniha vyšla v edici Omnia nakladatelství Svoboda v roce 1989. Kniha volně posloužila jako námět české počítačové hry Original War.

## Děj
Díky třem nálezům anachronismů (tak autor označuje záhadné  artefakty z minulosti) spouští americké námořnictvo výzkum cestování časem, který nakonec vyústí do obrovské operace, která má za cíl opravit chyby při stvoření – konkrétně přečerpat ropu z blízkovýchodních nalezišť na území států, které jsou vůči USA přátelsky nakloněny. Za tímto účelem je do minulosti vysláno značné množství vybavení a vojenských i jiných specialistů, kteří mají plán uskutečnit. Už od jejich příletu je však jasné, že je něco opravdu špatně…